# Hendecasíl·lab
El vers hendecasíl·lab és un vers d'onze síl·labes. No és un vers comú en mètrica catalana, en la qual és molt més comú el vers decasíl·lab de deu síl·labes.
Exemple de vers hendecasíl·lab:
| «               | que branda amb el brand de la nau que la duu | » |
| — Joan Maragall |                                              |   |

El vers d'onze síl·labes sí que és molt comú en italià, anomenat endecasillabo. Amb hendecasíl·labs va escriure Dante La Divina Camèdia. També és freqüent en castellà, anomenat endecasílabo. Cal tenir en compte, però, que rítmicament el recompte català de deu síl·labes correspon al recompte italià o castellà d'onze síl·labes. Això passa perquè en mètrica catalana es compten les síl·labes fins a la darrera vocal tònica. En canvi, altres mètriques com la italiana o la castellana hi sumen una síl·laba quan la darrera vocal és tònica..
Exemple de vers decasíl·lab:
| «              | Veles e vents han mos desigs complir | » |
| — Ausiàs March |                                      |   |